# Droga krajowa nr 13 (Polska)
Droga krajowa nr 13 – droga krajowa klasy GP o długości około 17 km łącząca Szczecin z granicą z Niemcami w Rosówku. Leży w całości na obszarze województwa zachodniopomorskiego (powiat grodzki – Szczecin i powiat policki).

## Historia
Od 1962 roku do lat 70. na odcinku Szczecin – węzeł z autostradą w Kołbaskowie była częścią drogi międzynarodowej E74, łączącej Szczecin z Berlinem.

### 1998–2005: Modernizacja
Gruntowna modernizacja drogi nr 13 miała miejsce w latach 1998–2005. Na jej miejskim odcinku w Szczecinie do profilu 2 x 2 przebudowano ulice Mieszka I, Południową oraz częściowo ul. Autostrada Poznańska. Zmodernizowano także odcinek ul. Cukrowej. W ciągu ul. Południowej zbudowano ronda: Uniwersyteckie (o średnicy 100 m) i Hakena (o średnicy 120 m) oraz węzeł komunikacyjny na pl. Szyrockiego. Ostatnim jej etapem było oddanie w sierpniu 2005 nowego wiaduktu kolejowego nad ul. Południową, którym prowadzą linie kolejowe nr 408, 409 oraz 433 do stacji Szczecin Gumieńce. Ponadto zmodernizowano drogę od rogatek Szczecina przez Warzymice i Przecław do Kołbaskowa.

### 2015–2023: Budowa obwodnicy Przecławia i Warzymic
12 października 2015 Generalna Dyrekcja Dróg Krajowych i Autostrad ogłosiła przetarg na budowę obwodnicy Przecławia i Warzymic. Obwodnica, która ma początek na rondzie Hermanna Hakena w Szczecinie, ma dwie jezdnie po dwa pasy ruchu. W ramach tej inwestycji został wybudowany węzeł Przecław z lokalną drogą Przecław – Kurów. W przyszłości ma zostać wybudowany węzeł Smętowice łączący DK13 z planowaną zachodnią obwodnicą Szczecina w ciągu drogi ekspresowej S6 oraz nowy węzeł zespolony Szczecin Zachód (początkowo Kołbaskowo) na autostradzie A6, który miałby być również początkiem dla zachodniej obwodnicy Szczecina. Istniejący węzeł Kołbaskowo miałby zostać zlikwidowany.
Procedura wyboru najlepszego oferenta trwała dość długo. Głównym wykonawcą budowy obwodnicy została nominowana firma Energopol Szczecin S.A., z którą 9 marca 2018 podpisano stosowną umowę o wartości 140,4 mln złotych mającą symbolizować "nową jakość" w budowie dróg narodowych w Polsce.

Na początku lipca 2019 Energopol złożył w szczecińskim sądzie rejonowym wniosek o ogłoszenie upadłości likwidacyjnej. Zdolność firmy do dokończenia jeszcze nierozpoczętego kontraktu miała stać się przedmiotem pogłębionej analizy prawnej GDDKiA sama zaś firma zadeklarowała chęć kontynuacji prac. Umowa z Energopolem została zerwana w grudniu 2019. 
Nowy przetarg na zubożoną wersję drogi z poprzedniego zamówienia, GDDKiA ogłosiła dopiero 15 lipca 2020, a umowę o wartości 89,5 mln zł z Budimexem podpisano już w marcu 2021. Obwodnica do użytku oddana została ostatniego dnia sierpnia 2023 roku, ponad pół roku przed kolejnym terminem i prawie 8 lat od ogłoszenia pierwszego przetargu.

### Węzeł zespolony na A6 i obwodnica Kołbaskowa
GDDKiA wydzieliła do osobnego "zadania realizacyjnego" budowę pozostałego fragmentu pierwotnej obwodnicy Przecławia i Warzymic. "Odcinek 2" zawierający kluczowe węzły DK13: z zachodnią obwodnicą Szczecina i zespolony Szczecin Zachód na autostradzie A6 wymagał przeprojektowania od czasu pierwotnego przetargu, gdyż pojawiła się konieczność uwzględnienia na węźle zespolonym czwartej, uprzednio niewystępującej, południowej relacji dla planowanej w ramach Programu 100 obwodnic obwodnicy Kołbaskowa – kontynuacji obejścia Warzymic i Przecławia. Ogłoszenie przetargu na to zadanie planowane było na 2023, jednak dyrekcja nie zdobyła na nie środków i nastąpiła korekta planów. Rządowa agencja zapowiedziała ogłoszenie go w roku 2024. Na ten sam rok zakładane jest ogłoszenie przetargu na budowę obwodnicy Kołbaskowa.  

### Historia numeracji
Na przestrzeni lat trasa posiadała różne oznaczenia i kategorie/klasyfikacje:

| Lista źródeł |
| --- |
| - Mapa samochodowa Polski 1:1 000 , wyd. dziesiąte, Warszawa: Państwowe Przedsiębiorstwo Wydawnictw Kartograficznych, 1971. Brak numerów stron w książce - Mapa samochodowa Polski 1:1 000 , wyd. jedenaste, Warszawa: Państwowe Przedsiębiorstwo Wydawnictw Kartograficznych, 1972. Brak numerów stron w książce - Mapa samochodowa Polski 1:1 000 , wyd. trzecie, Warszawa: Państwowe Przedsiębiorstwo Wydawnictw Kartograficznych, 1975. Brak numerów stron w książce - Samochodowy atlas Polski 1:500 000. Wyd. V. Warszawa: wydawca = Państwowe Przedsiębiorstwo Wydawnictw Kartograficznych, 1979, s. 17, 20, 41. ISBN 83-7000-017-7. - Samochodowy atlas Polski 1:500 000. Wyd. VI. Warszawa: wydawca = Państwowe Przedsiębiorstwo Wydawnictw Kartograficznych, 1980, s. 17, 20, 41. - Mapa samochodowa Polski 1:1 500 000, Załącznik do informatora samochodowo-motocyklowego – rocznik XXVIII, Warszawa: Państwowe Przedsiębiorstwo Wydawnictw Kartograficznych, 1983. Brak numerów stron w książce - Samochodowy atlas Polski 1:500 000. Wyd. IX. Warszawa: wydawca = Państwowe Przedsiębiorstwo Wydawnictw Kartograficznych, 1984, s. 17, 20, 41. - Samochodowy atlas Polski 1:500 000. Wyd. IX. Warszawa: wydawca = Państwowe Przedsiębiorstwo Wydawnictw Kartograficznych, 1985, s. 17, 20, 41. |

| Lista źródeł |
| --- |
| - Uchwała nr 192 Rady Ministrów z dnia 2 grudnia 1985 r. w sprawie zaliczenia dróg do kategorii dróg krajowych. (M.P. z 1986 r. nr 3, poz. 16) - Polska: atlas samochodowy 1:300 000. Wyd. pierwsze. Warszawa: Polskie Przedsiębiorstwo Wydawnictw Kartograficznych, 1992. ISBN 83-7000-080-0. Brak numerów stron w książce - Polska: mapa samochodowa 1:700 000, wyd. 1, Szczecin: Wydawnictwo Kartograficzne KOMPAS, 1996–1997, ISBN 83-904373-2-5. Brak numerów stron w książce - Polska: mapa samochodowa 1:700 000, wyd. II Zmienione i poprawione, Szczecin: Wydawnictwo Kartograficzne KOMPAS, 1997–1998, ISBN 83-904373-3-3. Brak numerów stron w książce - Rozporządzenie Rady Ministrów z dnia 15 grudnia 1998 r. w sprawie ustalenia wykazu dróg krajowych i wojewódzkich. (Dz.U. z 1998 r. nr 160, poz. 1071) - Polska: mapa samochodowa z podziałem administracyjnym 1:700 000, wyd. V Zmienione, poprawione i uaktualnione, Szczecin: Wydawnictwo Kartograficzne KOMPAS, 1999–2000, ISBN 83-904373-7-6. Brak numerów stron w książce |

| Lista źródeł |
| --- |
| - Zarządzenie nr 6 Generalnego Dyrektora Dróg Publicznych z dnia 9 maja 2000 r. w sprawie nowych numerów dróg krajowych [online], Rzeczpospolita, 4 lipca 2000. - POLSKA: Atlas Drogowy 1:200 000. Katowice: Mapy Ścienne Beata Piętka, 2000. Brak numerów stron w książce - Polska: autoatlas 1:300 000, Autoatlas opracowano dla potrzeb Polskiego Koncernu Naftowego ORLEN Spółka Akcyjna, Warszawa: ABW Sp. z o.o., 2001, ISBN 83-915542-0-1. Brak numerów stron w książce - Polska: mapa samochodowa z podziałem administracyjnym 1:700 000, wyd. IX Zmienione, poprawione i uaktualnione, Szczecin: Wydawnictwo Kartograficzne KOMPAS, 2002, ISBN 83-904373-7-6. Brak numerów stron w książce - Polska: mapa samochodowa z podziałem administracyjnym 1:700 000, wyd. XII Zmienione, poprawione i uaktualnione, Szczecin: Wydawnictwo Kartograficzne KOMPAS, 2004–2005, ISBN 83-904373-7-6. Brak numerów stron w książce - Polska: mapa samochodowa z podziałem administracyjnym 1:700 000, wyd. XIV Zmienione, poprawione i uaktualnione, Szczecin: Wydawnictwo Kartograficzne KOMPAS, 2005, ISBN 83-904373-7-6. Brak numerów stron w książce - Polska 2009: atlas samochodowy 1:500 000. Wybrane fragmenty w skali 1:200 000. Wyd. XV. Carta Blanca Sp. z o.o., Grupa Wydawnicza PWN, 2009, s. 2, 70. ISBN 978-83-61444-30-5. - Polska 2016: mapa samochodowa 1:700 000, wyd. XXVII, Dom Wydawniczy PWN, 2016, ISBN 978-83-7705-942-5. Brak numerów stron w książce - Atlas samochodowy Polski 1:200 000 dla profesjonalistów. Wyd. IX. Warszawa: Dom Wydawniczy PWN, 2017. ISBN 978-83-7705-978-4. Brak numerów stron w książce - Polska 2020/2021: mapa samochodowa 1:700 000, Warszawa: Grupa PWN, 2020, ISBN 978-83-65808-36-3. Brak numerów stron w książce |

## Dopuszczalny nacisk na oś
Od 13 marca 2021 roku na drodze dozwolony jest ruch pojazdów o nacisku pojedynczej osi do 11,5 tony.

### Do 13 marca 2021
Wcześniej droga krajowa nr 13 była objęta ograniczeniami dopuszczalnego nacisku pojedynczej osi:
| Znak  | Dopuszczalny nacisk | Odcinek                                                                        |
| ----- | ------------------- | ------------------------------------------------------------------------------ |
| 13    | do 11,5 tony        | Szczecin – Przecław – Kołbaskowo                                               |
| [ e ] | do 10 ton           | Kołbaskowo (węzeł Szczecin Zachód z autostradą A6) – Rosówek – granica państwa |

## Miejscowości leżące na trasie 13
- Szczecin
  - Śródmieście
  - Nowe Miasto (droga nr 10)
  - Zachód
  - Pomorzany
  - Gumieńce (rondo Hakena, droga 31)
- Przecław
- Kołbaskowo (A6)
- Rosówek

## Bezpieczeństwo na drodze
W obrębie miasta wzdłuż drogi 13 zbudowano drogę rowerową, a w rejonie Przecławia i Kołbaskowa znajduje się droga pieszo-rowerowa i szerokie pobocza, lecz na odcinku Kołbaskowo – Rosówek dotychczas brakuje udogodnień dla pieszych i rowerzystów.